# Charles Morerod
Charles Morerod OP (Riaz, 28 de outubro de 1961) é um religioso, teólogo e dogmático suíço e bispo católico romano de Lausanne, Genebra e Friburgo.

## Vida
Charles Morerod estudou teologia católica romana na Universidade de Friburgo. Em 1983 Morerod ingressou na ordem religiosa dos dominicanos. Em 1987 obteve a licenciatura em teologia de Jean-Pierre Torrell, um conhecido tomista. Em 1988 foi ordenado sacerdote. De 1987 a 1989 trabalhou como pároco em Genebra, na paróquia de Saint-Paul. De 1991 a 1994 ele foi capelão universitário em Freiburg. Ele recebeu seu doutorado em 1994, seu orientador de doutorado foi Liam Walsh . No mesmo ano ele começou - em nome de Guido Vergauwen- para ensinar teologia em Freiburg. Em 1996 formou-se em Filosofia com Evandro Agazzi . Seguiram-se os cargos de ensino na Pontifícia Universidade de Santo Tomás de Aquino (Angelicum, 1996), em Lugano (1999–2002) e em Guam (2007). No Angelicum foi vice-reitor da Faculdade de Teologia (até 2003), Reitor da Faculdade de Filosofia (dezembro de 2003 a agosto de 2009) e, desde setembro de 2009, sucessor de Joseph Agius como seu reitor. Foi nomeado professor titular em 30 de março de 2010. Em seu cargo de reitor do Angelicum, foi sucedido em 26 de março de 2012 por Miroslav Adam Konštanc OP.
Em 3 de novembro de 2011, o Papa Bento XVI nomeou Charles Morerod como Bispo de Lausanne, Genebra e Friburgo. A ordenação episcopal ocorreu em 11 de dezembro de 2011 na Catedral de de São Nicolau em Friburgo pelo cardeal Georges Cottier OP; Os co-consagradores foram o então Prefeito da Congregação para a Doutrina da Fé, William Joseph Levada e o Bispo Auxiliar de Genebra, Dom Pierre Farine .
Desde 1997, Morerod tem atuado como editor da edição em língua francesa da revista filosófico-teológica Nova et Vetera. Ele é um consultor (especialista externo) da Congregação para a Doutrina da Fé e membro da Comissão Mista Internacional para o Diálogo Teológico entre a Igreja Católica Romana e a Igreja Ortodoxa (desde 2005), a Pontifícia Academia de São Thomas von Aquin (desde 2008) e Secretário Geral da Comissão Teológica Internacional (desde 2008). Desde outubro de 2009, ele participou como vice-chefe da delegação romana de teólogos nas conversas de fé com representantes dos tradicionalistas Irmandade de Pio . Ele é um especialista reconhecido na obra e na vida de Tomás de Aquino e um ecumenista comprometido.
Em 12 de junho de 2012, o Papa Bento XVI. o apelo à Congregação para a Educação Católica.
Charles Morerod, anteriormente vice-presidente da Conferência dos Bispos da Suíça (SBK) , foi eleito presidente da SBK em 2 de setembro de 2015 para suceder Markus Büchel , bispo de St. Gallen. Ele toma posse em 1 de janeiro de 2016 e é eleito para o mandato de 2016-2018.
Em 2015 foi nomeado Grande Oficial da Ordem dos Cavaleiros do Santo Sepulcro em Jerusalém pelo Cardeal Grão-Mestre Edwin Frederick O'Brien. Foi investido em 17 de outubro de 2015 por Pier Giacomo Grampa, Grão-Prior da Tenente Suíça, e nomeado Prior da Seção Suisse Romande . Ele é o Grão-Prior da Tenência Suíça desde 2018.
Morerod foi apresentado ao cargo de presidente geral em 20 de outubro de 2016 na assembleia geral da Catholica Unio Internationalis, a Pontifícia Igreja Oriental.
Em 28 de outubro de 2016, o Papa Francisco o nomeou membro da Congregação para o Culto Divino e a Ordem dos Sacramentos .